# Вышневолока
Вышневолока или вышневолодка — историческое название речных деревянных барок, характерных для Российской империи XIX века. Происхождение термина связано с названием города Вышний Волочёк. Этот тип судов широко использовался на мелководных реках для транспортировки грузов. Корпус имел острые скулы и тупые обводы в районе оконечностей. Грузоподъёмность достигала 100 тонн, длина — 35 метров, ширина около 8,5 метров, высота борта около 1,4 метра.